# Resolutie 8 Veiligheidsraad Verenigde Naties
Resolutie 8 van de Veiligheidsraad van de Verenigde Naties was de achtste resolutie van de VN-Veiligheidsraad uit diens eerste werkjaar. Ze werd aangenomen met tien stemmen tegen geen, met onthouding van Australië.

## Achtergrond
Kandidaat-lidstaten van de Verenigde Naties werden toegelaten tot de organisatie door de Algemene Vergadering van de Verenigde Naties na aanbeveling door de VN-Veiligheidsraad.
Een van de landen die een kandidatuur hadden ingediend was Albanië. Twee buurlanden van Albanië, Griekenland en Joegoslavië, werden in resolutie 12 door de Veiligheidsraad uitgenodigd om, weliswaar zonder stemrecht, deel te nemen aan het debat over dat land.

## Inhoud
De Veiligheidsraad had een rapport ontvangen van het Comité voor de Toelating van Nieuwe Leden en debatteerde over een mogelijke aanbeveling van de landen Albanië, Mongolië, Afghanistan, Transjordanië, Ierland, IJsland, Siam (het huidige Thailand) en Zweden.
Afghanistan, IJsland en Zweden werden aan de Algemene Vergadering aanbevolen voor VN-lidmaatschap.
De Raad nam ook kennis van de meningsverklaringen van zijn eigen leden voor wat betreft deze aanvragen tot lidmaatschap.

## Nasleep
De Algemene Vergadering van de VN vroeg de Veiligheidsraad om de kandidatuur van Siam opnieuw te overwegen. Resolutie 13 beval het land alsnog aan voor VN-lidmaatschap.

## Verwante resoluties
- Resolutie 6 Veiligheidsraad Verenigde Naties legde de procedure voor deze aanbevelingen vast.
- Resolutie 12 Veiligheidsraad Verenigde Naties was de uitnodiging van Griekenland en Joegoslavië.
- Resolutie 13 Veiligheidsraad Verenigde Naties beval Siam alsnog aan.

Lijst ·  1 ·  2 ·  3 ·  4 ·  5 ·  6 ·  7 ·  8 ·  9 ·  10 ·  11 ·  12 ·  13 ·  14 ·  15